# 富錦街-這條街上的那些故事
《富錦街-這條街上的那些故事》（英語：Fujin Street - Stories of the Street），2017年台灣偶像劇，為酷瞧首部自製戲劇作品，由連俞涵、森竣、高雋雅、潘俊佳領銜主演，2017年4月開拍，2017年7月4日上檔，共12集。

## 播出時間

### 首播
| 頻道       | 所在地 | 首播日期     | 播放時間              |
| ---------- | ------ | ------------ | --------------------- |
| 酷瞧       | 臺灣   | 2017年7月4日 | 每週二、三21:00       |
| CHOCO TV   | 臺灣   | 2017年7月4日 | 每週二、三21:00       |
| 龍華偶像台 | 臺灣   | 2017年7月9日 | 每週日21:00，連播兩集 |

## 故事大綱
阿森是馬來西亞華僑，來到台灣念書後認識了心妍，兩小無猜的愛情正在萌芽中，卻因為心妍準備動身前往國外念書，兩人的感情被迫暫停……。 多年後，兩人在這條街上又再度相遇，時間改變了彼此的樣貌卻改變不了在心中的位置，屬於兩個人的故事篇章開啟了，而在他們身邊的好朋友們也面臨了一些重大的改變，這是一段在富錦街發生的故事，也可能是你我身邊都曾經歷過的事。

## 演員列表

### 主要演員
| 演員   | 角色   | 介紹 | 登場集數 |
| 連俞涵 | 心妍   | 與森，涵涵和Ashley是高中同學，高中時期與森有曖昧關係。後來出國成為有名的網路作家。聰明的個性總是幫助身邊的人解決許多難題，但唯一解決不了的是自己心中的難題，總是錯過與森的愛情。                        | 1-2、4   |
| 森竣   | 森     | 創作歌手，馬來西亞華僑，在台灣念高中的時候認識了心妍，涵涵和Ashley ；熱愛音樂，個性溫暖但安靜有想法，心裡是喜歡著心妍的，總是默默地為她付出。在高中時卻沒來得及跟心妍告白，兩人一直上演不斷錯過的緣分。 | 全       |
| 潘俊佳 | 邵禹威 | 涵涵的男朋友，與涵涵同居，外表感覺溫馴平易近人，實則脾氣暴躁易怒，會對涵涵施以暴力，甚至逼著她一起吸毒。最後涵涵決心離開後，他才願意改過自新。                                                          | 1-2、4   |
| 高雋雅 | Ashley | 名副其實的富二代，與心妍、涵涵是高中就認識的朋友，學生時代常混在一起，個性善良，舉動浮誇可愛。單戀阿森，為了阿森願意付出一切。用父母的錢投資經營一間餐廳。                                              | 全       |

### 其他演員
| 演員     | 角色 | 介紹 | 登場集數 |
| 侯彥西   | 信哥 | 對於端給客人上桌的食物，不論味覺及視覺都有很高程度的享受，信哥負責廚房，精心雕琢著食材的原味與搭配變化，而老婆玲姊負責外場，俐落的與客戶推薦菜色，兩人是不可或缺的搭配。                                             | 4        |
| 李杏     | 玲姐 | 舉手之間傾瀉著性感，信哥的老婆，玲。一直以來相信信哥的手藝，兩人攜手開了間餐廳，是個老饕知道的隱藏美食餐廳。 |          |
| 何美     | 小美 | Ashley身邊的小跟班，照料著Ashley大大小小的事，個性活潑開朗，對於Ashley有著超越上司下屬的情感，說個更精準點，兩人就像姊妹般，一起哭、一起笑。                                                                         | 1、3-4   |
| 趙靜儀   | 涵涵 | 涵涵和心妍一起走過高中三年，兩人情感甚好。非常有繪畫才能的涵涵所彩繪的畫，也會擺放在Ashley的咖啡廳內陳設販售。但老天爺似乎在涵涵身上開了一個天大的玩笑。有毒癮的男友禹威開始因為不受控的癮，而緊緊壓迫著他們的關係。 | 1-4      |
| 林鶴軒   | 房東 | |          |
| 徐韜     | 阿德 | 森的好友，身兼多職的打工仔。 | 3-4      |
| 各務孝太 | 中村 | 暗戀Ashley的男生，每次默默都會偷看她，決定向Ashley告白。 | 1-2      |

## 網路劇歌曲
| 曲别   | 歌名     | 演唱者 | 作詞 | 作曲   |
| 片尾曲 | 我們的歌 | 森竣   | 瑞業 | 林樂偉 |
| 片尾曲 | 都是我   | 嘎嘎   |      |        |

## 製作團隊
- 出品人：蔡嘉駿
- 監製：潘心慧
- 製作人：吳柏均
- 導演：Adiamond Lee
- 故事原創：真原點
- 編劇：Adiamond Lee
- 製作公司：縱虎歸
- 製片：辜寶儀
- 播映平台：酷瞧

## 外部連結
- 富錦街-這條街上的那些故事的Facebook專頁

| 臺灣 龍華偶像台 週日21:00 - 22:00              | 臺灣 龍華偶像台 週日21:00 - 22:00                    | 臺灣 龍華偶像台 週日21:00 - 22:00 |
| ---------------------------------------------- | ---------------------------------------------------- | --------------------------------- |
|                                                | 富錦街-這條街上的那些故事 （2017年7月9日 - 8月13日） |                                   |
| 拜託了冰箱 (韓國版) （綜藝時段 20:00 - 22:00） | 甜秘愛戀-妮可篇 重播                                 |                                   |